# Tour della nazionale maschile di rugby a 15 del Sudafrica 1965
Gli Springboks, nazionale sudafricana di Rugby a 15 si recano due volte in tour nel 1965.
In aprile (periodo insolito) si recano per un rapido tour (due partite) in Europa per incontrare Scozia e Irlanda, subendo due sconfitte di misura.
A giugno-luglio visitano invece Australia e Nuova Zelanda.

## Tour in Europa
| Arbitro: | P. Brook |

| |            | |
| mete: McGrath c.p.: Kiernan 2 | Marcatori  | mete: Mans c.p.: Stewart |
| 15.Tom Kiernan, 14.Kenneth Houston, 13.Jerry Walsh, 12.Kevin Flynn, 11.Paddy McGrath, 10.Mike Gibson, 9.Roger Young, 8.Ronnie Lamont, 7.Noel Murphy, 6.Mick Doyle, 5.Bill Mulcahy, 4.Willie-John McBride, 3.Ray McLoughlin (c), 2.Ken Kennedy, 1.Sean MacHale | Formazioni | 15.Lionel Wilson, 14.Jannie Engelbrecht, 13.John Gainsford, 12.Wynand Mans, 11.Corra Dirksen, 10.Dave Stewart, 9.Dawie de Villiers, 8.Tommy Bedford, 7.Snowy Suter, 6.Haas Schoeman, 5.Avril Malan (c), 4.Gawie Carelse, 3.Hannes Marais, 2.Don Walton, 1.Fanie Kuhn |

| Arbitro: | Gwynne Walters |

| |            | |
| mete: Shackleton trasf.: Wilson Drop: Chisholm | Marcatori  | mete: Engelbrecht trasf.: Mans |
| 15.Stewart Wilson (c), 14.David Whyte, 13.James Shackleton, 12.Iain Laughland, 11.William Jackson, 10.David Chisholm, 9.Alex Hastie, 8.Peter Brown, 7.Derrick Grant, 6.James Fisher, 5.Mike Campbell-Lamerton, 4.Peter Stagg, 3.Norm Suddon, 2.Frank Laidlaw, 1.David Rollo | Formazioni | 15.Lionel Wilson, 14.Jannie Engelbrecht, 13.John Gainsford, 12.Wynand Mans, 11.Corra Dirksen, 10.Jannie Barnard, 9.Dirkie de Vos, 8.Doug Hopwood, 7.Snowy Suter, 6.Haas Schoeman, 5.Avril Malan (c), 4.Gawie Carelse, 3.Hannes Marais, 2.Don Walton, 1.Fanie Kuhn |

## Tour in Oceania
Puniti pesantemente dagli australiani e dagli All Blacks, fischiati per la politica razzista (nel 1960 la nazionale neozelandese era stata costretta a lasciare a casa i giocatori maori in quanto non graditi), salveranno l'onore con la vittoria nel penultimo test match.
| Arbitro: | C. Ferguson |

| |            | |
| mete: ES Boyce, Lenehan c.p.: Ellwood 4 | Marcatori  | mete: Engelbrecht 2 trasf.: Naude c.p.: Naude |
| 15 Jim Lenehan 14 Stewart Boyce11 Jim Boyce 13 Dick Marks, 12 Beres Ellwood 10 Phil Hawthorne, 9 Ken Catchpole 8 David Shepherd, 7 Greg Davis, 6 John O'Gorman 5 Peter Crittle, 4 Rob Heming 3 John Thornett (c), 2 Peter Johnson, 1 Jon White | Formazioni | 15ionel Wilson 14 Jannie Engelbrecht, 11 Gertjie Brynard 13 John Gainsford, 12 Mannetjie Roux 10 Jannie Barnard, 9 Nelie Smith (c) 8 Tommy Bedford, 7 Frik du Preez, 6 Haas Schoeman 5 Tiny Naude, 4 Piet Botha 3 Andy MacDonald, 2 Abie Malan, 1 Hambly Parker |

| Adelaide 22 giugno 1965 | Western Australia | 0 – 102 | Sudafrica XV |  |

| Arbitro: | K. Crowe |

| |            | |
| c.p.: Ellwood 2, Lenehan 2 | Marcatori  | mete: Gainsford, Truter trasf.: Naude |
| 15 Jim Lenehan 14 Stewart Boyce,11 Jim Boyce 13 Dick Marks, 12 Beres Ellwood 10 Phil Hawthorne, 9 Ken Catchpole 8 David Shepherd, 7 Jules Guerassimoff, 6 John O'Gorman 5 Peter Crittle, 4 Rob Heming 3 John Thornett (c), 2 Peter Johnson, 1 Jon White | Formazioni | 15ionel Wilson 14 Jannie Engelbrecht,11 Trix Truter 13 John Gainsford, 12 Mannetjie Roux 10 Jannie Barnard, 9 Nelie Smith (c) 8 Tommy Bedford, 7 Frik du Preez, 6 Lofty Nel 5 Tiny Naude, 4 Piet Botha 3 Hannes Marais, 2 Abie Malan, 1 Hambly Parker |

| Wellington 3 luglio 1965 | Wellington | 23 – 6 | Sudafrica XV |  |

| Palmerston North 7 luglio 1965 | Manawatu-Horowenua | 8 – 30 | Sudafrica XV |  |

| Christchurch 14 luglio 1965 | Junior All Blacks | 3 – 23 | Sudafrica XV |  |

| Arbitro: | J.Murphy |

| |            | |
| mete: Birtwistle, Tremain | Marcatori  | Drop: Oxlee |
| 15 Michael Williment 14 Bill Birtwistle, 11 Spooky Smith 13 Ron Rangi, 12 John Collins 10 Peter Murdoch, 9 Christopher Laidlaw 8 Brian Lochore, 7 Dick Conway, 6 Kel Tremain 5 Stan Meads, 4 Colin Meads 3 Ken Gray, 2 Bruce McLeod, 1 Wilson Whineray (c) | Formazioni | 15ionel Wilson 14 Jannie Engelbrecht, 11 Gertjie Brynard 13 John Gainsford, 12 Mannetjie Roux 10 Keith Oxlee, 9 Dawie de Villiers (c) 8 Lofty Nel, 7 Jan Ellis, 6 Haas Schoeman 5 Tiny Naude, 4 Frik du Preez 3 Andy MacDonald, 2 Abie Malan, 1 Sakkie van Zyl |

| luglio 1965 | Southland | 6 – 19 | Sudafrica XV |  |

| Wanganui 4 agosto 1965 | Wanganui King Country | 19 – 24 | Sudafrica XV |  |

| Hamilton 7 agosto 1965 | Waikato | 13 – 26 | Sudafrica XV |  |

| Whangarei agosto 1965 | North Auckland | 11 – 14 | Sudafrica XV | Okara Park |

| Timaru 11 agosto 1965 | South Canterb.+Mid Canterb.+N.Otago | 13 – 28 | Sudafrica XV |  |

| Auckland 14 agosto 1965 | Auckland | 15 – 14 | Sudafrica XV |  |

| Plynouth 17 agosto 1965 | Taranaki | 3 – 11 | Sudafrica XV |  |

| Dunedin 21 agosto 1965 | Nuova Zelanda | 13 – 0 | Sudafrica | Carisbrrok " (35.000 spett.) |
| \| \| \| \| \| mete: McLeod Rangi, Tremainabr/A trasf. Williment 2 \| Marcatori \| \| \| 15 Michael Williment 14 Bill Birtwistle, 11 Spooky Smith 13 Ron Rangi, 12 Raymond Moreton 10 Peter Murdoch, 9 Christopher Laidlaw 8 Brian Lochore, 7 Dick Conway, 6 Kel Tremain 5 Stan Meads, 4 Colin Meads 3 Ken Gray, 2 Bruce McLeod, 1 Wilson Whineray (c) \| Formazioni \| 15ionel Wilson 14 Jannie Engelbrecht, 11 Gertjie Brynard 13 John Gainsford, 12 Mannetjie Roux 10 Keith Oxlee, 9 Nelie Smith (c) 8 Lofty Nel, 7 Jan Ellis, 6 Haas Schoeman 5 Piet Goosen, 4 Frik du Preez 3 Andy MacDonald, 2 Abie Malan, 1 Sakkie van Zyl " \| |               | |           |                              |
| |               | |           |                              |
| mete: McLeod Rangi, Tremainabr/A trasf. Williment 2 | Marcatori     | |           |                              |
| 15 Michael Williment 14 Bill Birtwistle, 11 Spooky Smith 13 Ron Rangi, 12 Raymond Moreton 10 Peter Murdoch, 9 Christopher Laidlaw 8 Brian Lochore, 7 Dick Conway, 6 Kel Tremain 5 Stan Meads, 4 Colin Meads 3 Ken Gray, 2 Bruce McLeod, 1 Wilson Whineray (c) | Formazioni    | 15ionel Wilson 14 Jannie Engelbrecht, 11 Gertjie Brynard 13 John Gainsford, 12 Mannetjie Roux 10 Keith Oxlee, 9 Nelie Smith (c) 8 Lofty Nel, 7 Jan Ellis, 6 Haas Schoeman 5 Piet Goosen, 4 Frik du Preez 3 Andy MacDonald, 2 Abie Malan, 1 Sakkie van Zyl " |           |                              |

| Wellington 28 agosto 1965 | New Zealand Māori | 3 – 9 | Sudafrica XV | Athletic Park |

| Masterton 31 agosto 1965 | Waiparapa Bush | 0 – 36 | Sudafrica XV |  |

| Arbitri: | J Murphy Taylor |

| |            | |
| mete: Moreton Rangi, Tremain trasf.: Williment 2 c.p.: Williment | Marcatori  | mete: Brynard 2, Gainsford 2 trasf.: Naude 2 c.p.: Naude |
| 15 Michael Williment 14 Bill Birtwistle, 11 Malcolm Dick 13 Ron Rangi, 12 Raymond Moreton, 10 Peter Murdoch, 9 Christopher Laidlaw 8 Brian Lochore, 7 Dick Conway, 6 Kel Tremain 5 Stan Meads, 4 Colin Meads 3 Ken Gray, 2 Bruce McLeod, 1 Wilson Whineray (c) | Formazioni | 15ionel Wilson 14 Jannie Engelbrecht, 11 Gertjie Brynard 13 John Gainsford, 12 Mannetjie Roux 10 Jannie Barnard, 9 Dawie de Villiers (c) 8 Doug Hopwood, 7 Jan Ellis, 6 Lofty Nel 5 Tiny Naude, 4 Frik du Preez 3 Andy MacDonald, 2 Don Walton, 1 Sakkie van Zyl |

| Auckland 8 settembre 1965 | Nuova Zelanda Universitaria | 11 – 55 | Sudafrica XV |  |

| Napier 11 settembre 1965 | Hawke's Bay | 12 – 30 | Sudafrica XV |  |

| Arbitro: | D. Millar |

| |            | |
| mete: Birtwistle, Conway Gray, Smith 2 trasf.: McCormick Drop: Herewini | Marcatori  | c.p.: Naude |
| 15 Fergie McCormick 14 Bill Birtwistle, 11 Spooky Smith 13 Ron Rangi, 12 John Collins 10 Macfarlane Herewini, 9 Christopher Laidlaw 8 Brian Lochore, 7 Dick Conway, 6 Kel Tremain 5 Stan Meads, 4 Colin Meads 3 Ken Gray, 2 Bruce McLeod, 1 Wilson Whineray (c) | Formazioni | 15ionel Wilson 14 Jannie Engelbrecht, 11 Gertjie Brynard 13 John Gainsford, 12 Mannetjie Roux 10 Jannie Barnard, 9 Dawie de Villiers (c) 8 Doug Hopwood, 7 Jan Ellis, 6 Lofty Nel 5 Tiny Naude, 4 Frik du Preez 3 Andy MacDonald, 2 Don Walton, 1 Sakkie van Zyl |